# Compiègnois BaseBall Club
 (juillet 2011).
Si vous disposez d'ouvrages ou d'articles de référence ou si vous connaissez des sites web de qualité traitant du thème abordé ici, merci de compléter l'article en donnant les références utiles à sa vérifiabilité et en les liant à la section « Notes et références ».

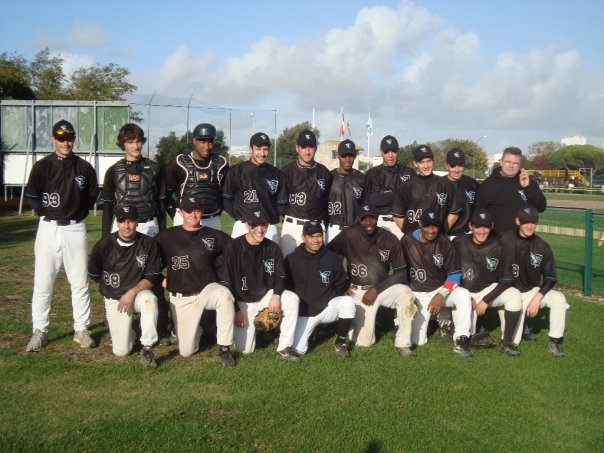
Photo de l'équipe championne de France de Nationale 1 en 2009.

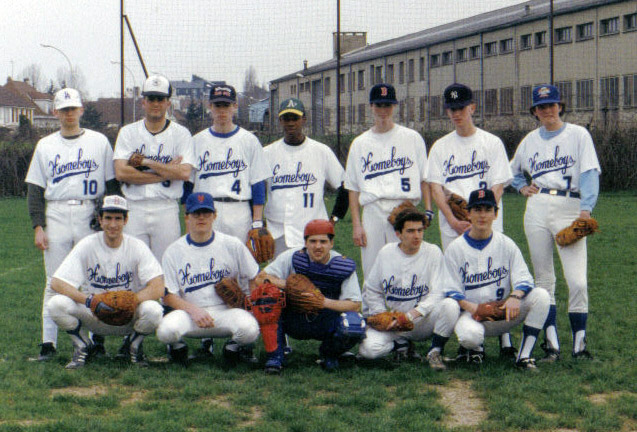
Équipe des Homeboys en 1991.

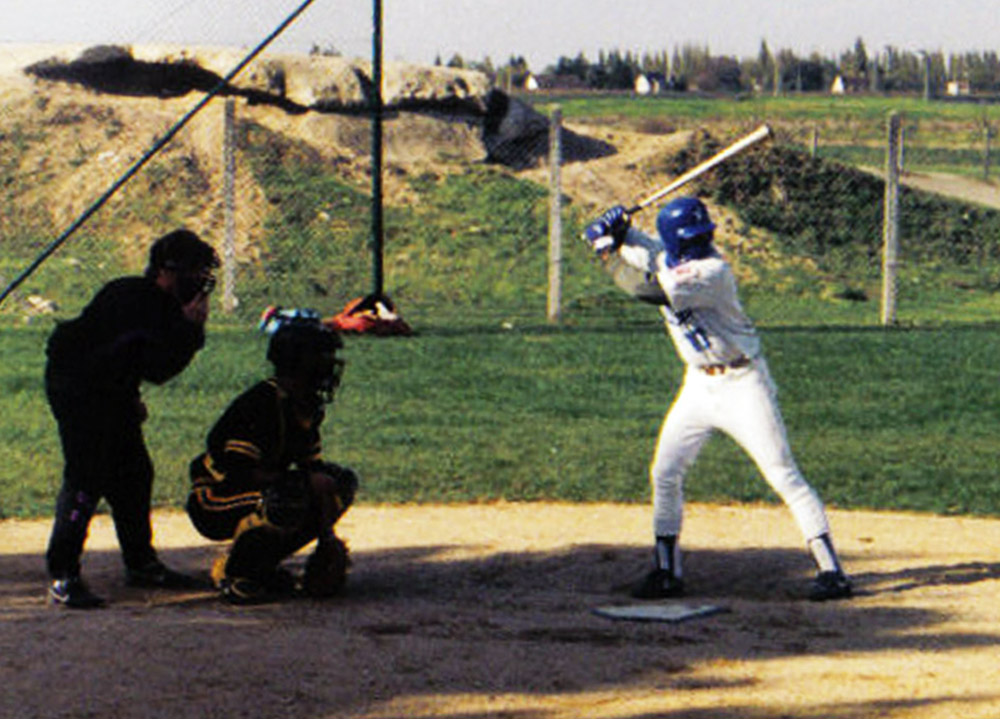
Match contre les Pirates de Beauvais - 1991.

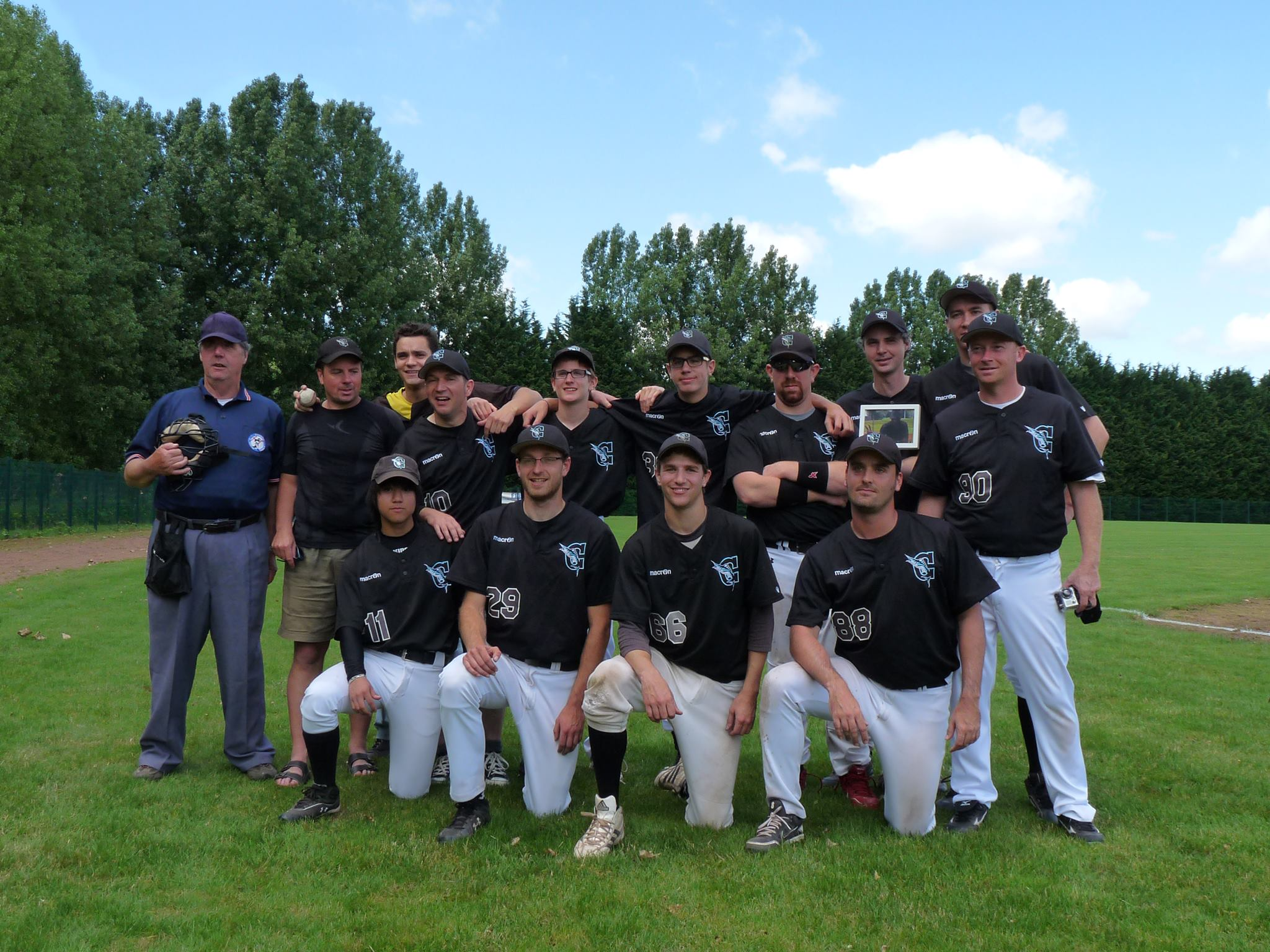
L'équipe des Marlins de Compiègne Baseball, champion régionaux Nord Pas de Calais Picardie 2013

Le Compiégnois BaseBall Club (C.B.B.C.) est un club de baseball situé à Compiègne dans l'Oise.
Créé en 1989, le club évolue en Championnat de France de Nationale 1 (D2) de 2000 à 2009, année où il remporte le titre de champion de France de N1.
À partir de 2010, l'équipe phare du club évolue dans le championnat régional de la Ligue des Hauts de France (anciennement Nord-Pas-de-Calais) de baseball, softball et cricket et reste sur trois titres de vice-champion et un titre de champion R1 et un titre de Champion R2.

## Histoire
Le Compiègnois Baseball Club est créé en 1989 par Christophe Chodorowski et Stéphane Holzer. La mairie de Compiègne leur attribue provisoirement la grande pelouse dite Plaine de jeu située avenue Pierre et Marie Curie à Royallieu (où se trouve maintenant le centre de transfert de l’UTC). Le sponsoring de la MACIF lui permet de s'équiper.
Associé avec les autres clubs de la région, le Compiègnois Baseball Club participe à la création de la Ligue de Baseball de Picardie. À cette époque, les équipes étaient celles de Château-Thierry et Saint Quentin pour l'Aisne ; Beauvais, Compiègne et Montataire pour l'Oise ; Amiens et Peronne pour la Somme, ainsi que le club de cricket de Chauny (Aisne), membre de la Fédération Française de Baseball et Softball.
En 1992, le club organise le Week End Américain, évènement de softball, au Parc Paul Petitpoisson. Ce parc devient leur terrain officiel.
En 1993, Christophe Chodorowski passe le relai à Jean-Claude Clette qui reprend la direction du club. L’équipe change également de couleurs et de nom pour devenir les Marlins.
En 2022, le club change d'identité et se renomme en Imperials de Compiègne.

### Une décennie en Nationale 1
En 2001, la construction du nouveau terrain terminée, l'équipe joue sur un terrain aux normes internationales. Le club évolue alors en Nationale 1. En 2002, l’équipe sénior termine cinquième sur vingt du championnat de Nationale 1 et en 2003 et 2004, elle est dixième, toujours sur 20 équipes.
En 2006, le Compiégnois Baseball Club termine deuxième du groupe A de la Nationale 1 et se qualifie pour les plays-offs pour l'accession à la division Élite. Il est opposé à trois clubs Élite (La Guerche, Montpellier et Bois-Guillaume), ainsi qu'à deux autres clubs de N1, la réserve de Rouen et Marseille. Avec un bilan de 3 victoires pour 5 défaites, le club termine à la 4e place de sa poule et reste en N1.
En 2007, après avoir terminé premiers de leur poule, les Marlins terminent vice-champion de France avec 31 victoires pour 11 défaites. Une équipe 2 est créée et rejoint le championnat régional du Nord-Pas-de-Calais.
En 2008, les Marlins terminent premiers de leur poule et vont jusqu'aux demi-finales des play-off où ils perdent contre Bois-Guillaume.
En 2009, pour les 20 ans du club, les Marlins sont Champions de France de Nationale 1 (D2) en battant en finale Bois-Guillaume 4-2 et 2-1 dans une série au meilleur des trois rencontres. L'équipe gagne le droit d'accéder à l'Élite, la première division du baseball français. L'équipe réserve elle est championne de promotion honneur en Nord-Pas-de-Calais en battant en finale Arras 19-9 et 24-0 et accède à la division honneur.

### Un nouveau départ
Pourtant promue en Élite, le club fait face à des départs et décide de rejoindre le niveau régional dans le championnat du Nord-Pas-de-Calais, la région Picardie n'étant pas dotée de suffisamment de clubs pour former un championnat. L'équipe s'incline en finale face aux Dragons de Ronchin en 2010 et 2011.
L'année 2012 marque la création dans le club d'une équipe U15. Alors que l'équipe Senior qui, malgré de grande difficultés d'effectifs, se hisse jusqu'en demi-finale du championnat régional, les jeunes prennent le temps de se préparer en vue du championnat en salle de l'hiver. Ils sortent de la phase régulière avec le plus grand nombre de victoires mais s'inclinent en demi-finale. Cette préparation leur permet lors de la saison en salle 2013 de devenir vice-champions régionaux avec à peine plus d'un an d'existence.
En 2013, l'équipe Sénior prend le titre de champion régional Nord-Pas-de-Calais-Picardie.

## Palmarès
- 1999 : Vice-champion Nationale 2
- 2006 : 2e Poule A en Nationale 1
- 2007 : 1er Poule A et vice-champion de France Nationale 1
- 2008 : 1er Poule B et demi-finaliste Nationale 1
- 2009 : Champion de France Nationale 1
- 2009 : Champion PH Nord Pas-de-Calais - Équipe 2
- 2010 : Vice-champion DH Nord Pas-de-Calais Senior
- 2011 : Vice-champion DH Nord Pas-de-Calais Senior
- 2012 : Demi-finaliste DH Nord Pas-de-Calais Senior
- 2013 : Champion DH Nord Pas-de-Calais Senior
- 2013 : Vice-champion DH Nord Pas-de-Calais U15
- 2013 / 2014 en salle : 3e Championnat Baseball U15
- 2013 / 2014 en salle : 4e Championnat Softball Mixte
- 2014 : Vice-champion DH Nord Pas-de-Calais
- 2015 : 3e DH Nord Pas-de-Calais
- 2016 : Champion Régional Hauts de France 15U
- 2016 : Champion Régional 1 Hauts-de-France Senior[3]
- 2019 : Champions Régional 2 Hauts-de-France Senior
- 2021 : Vice-champion Régional 1 Hauts-de-France Senior
- 2023 : Champion Régional 1 Hauts-de-France Senior[4]